# Copa de Campeones de América 1961
Navigation
Édition précédente Édition suivante
La Copa Libertadores 1961 est la 2e édition de la Copa Libertadores. Le club vainqueur de la compétition est désigné champion d'Amérique du Sud 1961 et se qualifie pour la Coupe intercontinentale 1961.

## Tour préliminaire
| 2 avril 1961 | Independiente Santa Fe         | 3 − 0 | Barcelona | Estadio El Campín, Bogota                                |                                                          |
|              | Panzutto 25e 34e · Perazzo 40e |       |           | Spectateurs : ≈25 000 Arbitrage : Rafael Guerrero Parker | Spectateurs : ≈25 000 Arbitrage : Rafael Guerrero Parker |

| 9 avril 1961 | Barcelona      | 2 − 2 | Independiente Santa Fe     | Estadio Modelo, Guayaquil                       |                                                 |
|              | Romero 46e 58e |       | Perazzo 10e · Panzutto 50e | Spectateurs : ≈15 000 Arbitrage : Ovidio Orrego | Spectateurs : ≈15 000 Arbitrage : Ovidio Orrego |

## Premier tour
| Équipe 1               | Résultat | Équipe 2      | Aller | Retour |
| ---------------------- | -------- | ------------- | ----- | ------ |
| Colo-Colo              | 4 − 6    | Olimpia       | 2 − 5 | 2 − 1  |
| Peñarol                | 5 − 2    | Universitario | 5 − 0 | 0 − 2  |
| CA Independiente       | 0 − 3    | Palmeiras     | 0 − 2 | 0 − 1  |
| Independiente Santa Fe | 3 − 3    | Wilstermann   | 3 − 2 | 0 − 1  |

## Deuxième tour

### Demi-finales
| 21 mai 1961 | Independiente Santa Fe  | 2 − 2 | Palmeiras                 | Bogota                                |                                       |
|             | Perazzo 8e · Castro 52e |       | Gildo 7e · Chinesinho 39e | Arbitrage : João Etzel Filho (Brésil) | Arbitrage : João Etzel Filho (Brésil) |

| 28 mai 1961 | Palmeiras                            | 4 − 1 | Independiente Santa Fe | São Paulo                            |                                      |
|             | Romeiro 3e 22e · Barbosa 44e · Gildo |       | Mottura 66e            | Arbitrage : Ovidio Orrego (Colombie) | Arbitrage : Ovidio Orrego (Colombie) |

| 21 mai 1961 | Peñarol                           | 3 − 1 | Olimpia      | Montevideo                               |                                          |
|             | Joya 20e · Cubilla 73e · Cano 87e |       | González 50e | Arbitrage : Carlos Nai Foino (Argentine) | Arbitrage : Carlos Nai Foino (Argentine) |

| 27 mai 1961 | Olimpia    | 1 − 2 | Peñarol                        | Asuncion                                    |                                             |
|             | Doldán 10e |       | Sasía 77e (pen.) · Cubilla 80e | Arbitrage : José Luis Praddaude (Argentine) | Arbitrage : José Luis Praddaude (Argentine) |

### Finale
| 4 juin 1961 | Peñarol     | 1 − 0 | Palmeiras | Estadio Centenario, Montevideo                                   |                                                                  |
|             | Spencer 89e |       |           | Spectateurs : 70 000 Arbitrage : José Luis Praddaude (Argentine) | Spectateurs : 70 000 Arbitrage : José Luis Praddaude (Argentine) |

| 11 juin 1961 | Palmeiras | 1 − 1 | Peñarol  | Estádio do Pacaembu, São Paulo                                   |                                                                  |
|              | Nardo 77e |       | Sasía 2e | Spectateurs : 50 000 Arbitrage : José Luis Praddaude (Argentine) | Spectateurs : 50 000 Arbitrage : José Luis Praddaude (Argentine) |

| Copa Libertadores Vainqueur 1961 |
| -------------------------------- |
| Peñarol Deuxième titre           |